# Malesína
Malesína (Malesina) är en ort i Grekland.   Den ligger i prefekturen Fthiotis och regionen Grekiska fastlandet, i den centrala delen av landet, 80 km nordväst om huvudstaden Aten. Malesína ligger 308 meter över havet och antalet invånare är 3 833.
Terrängen runt Malesína är kuperad åt sydost, men åt nordväst är den platt. Havet är nära Malesína åt nordost. Runt Malesína är det ganska glesbefolkat, med 30 invånare per kvadratkilometer. Malesína är det största samhället i trakten. 